# Kreis Füzesabony
Der Kreis Füzesabony (ungarisch Füzesabonyi járás) ist ein Kreis im Osten des nordungarischen Komitats Heves. Er grenzt im Norden an den Kreis Eger, im Westen an den Kreis Gyöngyös und im Süden an den Kreis Heves. Im Osten bildet das Komitat Borsod-Abaúj-Zemplén die Grenze.

## Geschichte
Der Kreis ging während der ungarischen Verwaltungsreform Anfang 2013 unverändert mit allen 16 Gemeinden aus seinem Vorgänger, dem gleichnamigen Kleingebiet hervor.

## Gemeindeübersicht
Der Kreis Füzesabony hat eine durchschnittliche Gemeindegröße von 1.843 Einwohnern auf einer Fläche von 36,16 Quadratkilometern. Die Bevölkerungsdichte des drittgrößten Kreises liegt unter dem Komitatswert von 82 Einwohnern/km². Der Verwaltungssitz befindet sich in der einzigen Stadt, Füzesabony, im Norden des Kreises gelegen.
| Gemeinde         | Status       | Herkunft Kleingebiet | Einwohnerzahl | Einwohnerzahl | Einwohnerzahl | Fläche (km²) | Bevölkerungs- dichte (Ew./km²) |
| Gemeinde         | Status       | Herkunft Kleingebiet | 01.10.2011    | 01.01.2013    | 01.01.2016    | 01.01.2016   | Bevölkerungs- dichte (Ew./km²) |
| ---------------- | ------------ | -------------------- | ------------- | ------------- | ------------- | ------------ | ------------------------------ |
| Aldebrő          | Gemeinde     | Füzesabony           | 702           | 716           | 714           | 21,78        | 32,8                           |
| Besenyőtelek     | Gemeinde     | Füzesabony           | 2.670         | 2.672         | 2.577         | 49,10        | 52,5                           |
| Dormánd          | Gemeinde     | Füzesabony           | 1.064         | 1.038         | 1.033         | 20,06        | 51,5                           |
| Egerfarmos       | Gemeinde     | Füzesabony           | 680           | 686           | 673           | 23,80        | 28,3                           |
| Füzesabony       | Stadt        | Füzesabony           | 7.880         | 7.823         | 7.527         | 46,34        | 162,4                          |
| Kál              | Großgemeinde | Füzesabony           | 3.514         | 3.506         | 3.457         | 34,81        | 99,3                           |
| Kápolna          | Gemeinde     | Füzesabony           | 1.559         | 1.542         | 1.455         | 21,51        | 67,6                           |
| Kompolt          | Gemeinde     | Füzesabony           | 2.036         | 2.021         | 1.971         | 22,73        | 86,7                           |
| Mezőszemere      | Gemeinde     | Füzesabony           | 1.209         | 1.199         | 1.114         | 21,48        | 51,9                           |
| Mezőtárkány      | Gemeinde     | Füzesabony           | 1.584         | 1.589         | 1.587         | 40,61        | 39,1                           |
| Nagyút           | Gemeinde     | Füzesabony           | 707           | 710           | 663           | 18,94        | 35,0                           |
| Poroszló         | Gemeinde     | Füzesabony           | 2.910         | 2.958         | 2.881         | 109,04       | 26,4                           |
| Sarud            | Gemeinde     | Füzesabony           | 1.188         | 1.198         | 1.157         | 51,62        | 22,4                           |
| Szihalom         | Gemeinde     | Füzesabony           | 1.942         | 1.938         | 1.899         | 34,17        | 55,6                           |
| Tófalu           | Gemeinde     | Füzesabony           | 559           | 586           | 569           | 14,48        | 39,3                           |
| Újlőrincfalva    | Gemeinde     | Füzesabony           | 212           | 214           | 203           | 48,08        | 4,2                            |
| Kreis Füzesabony |              |                      | 30.416        | 30.396        | 29.480        | 578,55       | 51,0                           |